# Зной (фильм, 1964)
«Зной» (пол. Upał) — польский чёрно-белый художественный фильм, музыкальная комедия 1964 года.

## Сюжет
В самый знойный период премьер-министр посетил джентльменов в возрасте и попросил их позаботиться о городе в течение того времени, когда правительство будет в отпуске. В спокойном городе ничего не происходит, никто даже не покупает газеты, только Альбин долгое время пытается отремонтировать дыру на дороге. В это время из-за рубежа прибывает иностранный посол, на приезд которого никто не обращает внимания и не приветствует его, из-за чего гость обиделся. Джентльмены в возрасте должны перехватить его дипломатическую ноту, чтобы избежать военного конфликта. В этой сложной миссии помощь приходит от Гжанки — «Мисс Зноя», истинной патриотки, которая в знак протеста собирается утопиться, по примеру княжны Ванды...

## В ролях
- Ежи Васовский — джентльмен в возрасте
- Иеремий Пшибора — джентльмен в возрасте
- Барбара Краффтувна — Барбарка
- Кшиштоф Литвин — Корнел
- Веслав Голас — Альбин
- Анна Гурна — Гжанка
- Веслав Михниковский — посол
- Здзислав Лесняк — секретарь посла
- Ежи Беленя — путешественник Славек, теперь снабженец
- Калина Ендрусик — Зузанна, руководитель женской противоударной бригады им. Купалы
- Ярема Стемповский — мотоциклист / солдат / киоскёр / караульный в министерстве / бродяга
- Тадеуш Плюциньский — мужчина ходящий за Гжанкой
- Владислав Ханьча — голос премьер-министра